# Emma エマ
『Emma エマ』（Emma）は、1996年のイギリス映画。ジェイン・オースティンの小説『エマ』を映画化した作品。
第69回アカデミー賞作曲賞（ミュージカル/コメディ部門）を受賞した。

## キャスト
※括弧内は日本語吹替（Netflix版）
- エマ・ウッドハウス - グウィネス・パルトロー（小松由佳）
- ハリエット・スミス - トニ・コレット（木村はるか）
- エルトン氏 - アラン・カミング（遠藤純一）
- フランク・チャーチル - ユアン・マクレガー（川田紳司）
- ナイトリー氏 - ジェレミー・ノーサム（川本克彦）
- ジェーン・フェアファックス - ポリー・ウォーカー（塙英子）
- ウェストン夫人 - グレタ・スカッキ（小林希唯）
- エルトン夫人 - ジュリエット・スティーヴンソン（杉山滋美）
- ウェストン氏 - ジェームズ・コスモ（さかき孝輔）
- マーティン氏 - エドワード・ウッドオール（時永洋）